# ウォーターパーク

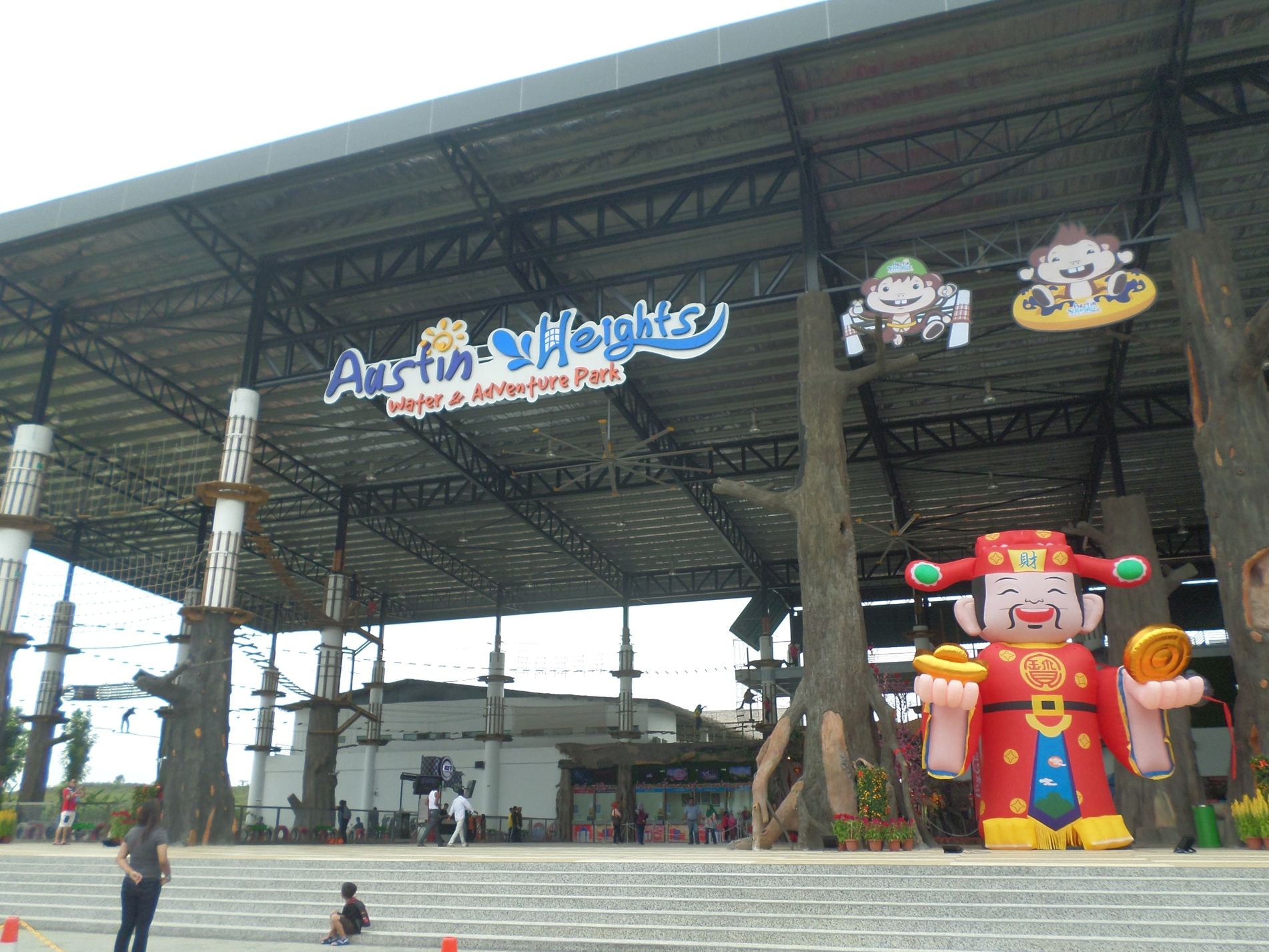
ウォーターパーク
1. 水遊びができるアトラクションで構成されるアミューズメントパーク
2. 海上アスレチック施設
3. 親水公園 - 日本における英訳

本稿では1を解説する
ウォーターパーク（英: waterpark, water park）は、ウォータースライダー、波の出るプール、流れるプール、その他の水遊びのできる施設やエリアによって構成されるアミューズメントパークである。

## 一覧

### 日本
- ルスツリゾート（北海道）
- 手稲稲積公園 ていねプール（北海道）
- シャトレーゼ ガトーキングダム サッポロ(北海道)
- スパリゾートハワイアンズ（福島県）
- カリビアンビーチ（群馬県）
- 東京サマーランド アドベンチャーラグーン／アドベンチャードーム（東京都）
- 大磯ロングビーチ（神奈川県）
- ひらかたパーク ザ・ブーン（大阪府）
- ナガシマスパーランド ジャンボ海水プール（三重県）
- スペースワールド ウォーターパークMuNa（福岡県）[注釈 1]
- アドベンチャープール（福岡県）
- 宮崎シーガイア オーシャンドーム（宮崎県）[注釈 1]

### 朝鮮民主主義人民共和国
- 紋繡遊泳場（平壌）

### 韓国
- カリビアンベイ（京畿道）
- ロッテワールド（ソウル）

### 中国
- 北京国家水泳センター

### アラブ首長国連邦
- アトランティス・パラダイス・アイランド
- ワイルド・ワディ・ウォーター・パーク

### オーストラリア
- ウエットン・ワイルド（英語版）

#### ディズニーウォーターパーク
米国ウォルト・ディズニー・カンパニーが運営するディズニーをテーマにしたウォーターパーク。ウォルト・ディズニー・ワールド・リゾート内に2つが存在するが、日本には存在しない。
- ディズニー・タイフーン・ラグーン
- ディズニー・ブリザード・ビーチ